# Ronnie Bowman
Ronnie Bowman (9 de julio de 1961) es un cantante y compositor estadounidense de música bluegrass. Además de sus álbumes en solitario, es conocido por su trabajo con Lonesome River Band .

## Biografía
Originario de Mount Airy (Carolina del Norte), Bowman comenzó a cantar góspel desde muy niño, en la banda de su familia, junto a sus cuatro hermanos, tocando en las iglesias de Carolina del Norte y Virginia.  
En 1988, se unió a la banda de bluegrass The Lost and Found y actuó con ellos hasta 1990, cuando se une como vocalista y bajista de la banda Lonesome River Band.  Su álbum de 1991, Carrying the Tradition, fue catalogado como Álbum del Año 1991 por la Asociación Internacional de Música Bluegrass (IBMA). 
Paralelamente a su carrera en Lonesome River Band, Bowman inició su carrera en solitario con la publicación de su primer álbum, Cold Virginia Night, en 1994, que contó con colaboraciones de Alison Krauss, Del McCoury y Tony Rice . En 2003 lanzó Starting Over, con Don Cook produciendo varias canciones. Bowman también contó con la colaboración de Tyminski, Jerry Douglas y Barry Bales (todos miembros de Union Station), Ron Stewart y Steve Gulley. 
En 2006 publicó el álbum It's Gettin' Better All The Time, grabado en Nashville con miembros de su grupo The Committee: Wyatt Rice (guitarra), Andy Hall (guitarra resonadora), Jeremy Garrett (violín, voz) y Garnet Imes Bowman (vocalista y esposa de Ronnie) . Contó además con la colaboración de músicos como Del McCoury, Rob McCoury, Ronnie McCoury, Dan Tyminski, Don Reno y John Jarvis . 
Band of Ruhks fue un proyecto musical que surgió en 2015. Además de Bowman, la banda incluye a otros dos excompañeros de Lonesome River: Don Rigsby y Kenny Smith .   Ralph Stanley prestó su voz en la canción "Coal Minin' Man".  La banda, que publicó dos álbumes, obtuvo su nombre de la antigua palabra persa para carro de guerrero. 

### Carrera compositiva
Para el álbum Traveler de Chris Stapleton, Bowman escribió " Nobody to Blame " con el propio Stapleton y Barry Bales, y "Outlaw State of Mind" coescrita también con Stapleton y Jerry Salley.  Lee Ann Womack incluyó en su álbum Hope You Dance, la canción de Bowman "The Healing Kind" (coescrita con Greg Luck). 
La canción de Bowman " It's Getting Better All the Time " (coescrita con Don Cook) fue versionada por el dúo country Brooks & Dunn .  Bowman y Stapleton también escribieron juntos el tema " Never Wanted Nothing More ", que Kenny Chesney incluyó en su álbum Just Who I Am: Poets &amp; Pirates . 

### Premios
Bowman ha recibido los siguientes premios de la Asociación Internacional de Música Bluegras (IBMA):
- Vocalista masculino del año en 1995, 1998 y 1999
- 1995 Álbum del año por Cold Virginia Night
- 1995 Canción del año por "Cold Virginia Night"
- 1999 Canción del año por "Three Rusty Nails"
- 1999 Interpretación góspel del año por "Three Rusty Nails". [10] [1] [3]

## Discografía

### Álbumes en solitario
- 1994: Cold Virginia Night (Rebel)
- 1998: The Man I'm Tryin' to Be (Sugar Hill)
- 2002: Starting Over (Sugar Hill)[11]
- 2005: It's Gettin' Better All the Time (Koch Nashville)[12]
- 2019: ‘‘Ronnie Bowman’’  (Engelhardt Music Group)

### ConLonesome River Band
- 1991: Carrying The Tradition (Rebel)
- 1994: Old Country Town (Sugar Hill)
- 1996: One Step Forward (Sugar Hill)
- 1998: Finding The Way (Sugar Hill)

### Con Band Of Ruhks
- 2015: Band Of Ruhks (101 Ranch)
- 2019: ‘’Authentic’’ (Rebel)